# Slåttmyrtjärnarna (Bodsjö socken, Jämtland)
Slåttmyrtjärnarna är en sjö i Bräcke kommun i Jämtland och ingår i Ljungans huvudavrinningsområde.